# SOKO 5113
SOKO 5113 este un serial TV de film polițist german. Numărul 5113 este numărul de telefon al șefului de poliție din film. Turnările filmelor s-au început în 1978 în München, filmele find transmise inițial pe postul ZDF. Până în anul 2010 serialul are 432 de episoade.

## Distribuție
| Actor              | Rol                 | Grad                                                  | Episod       | Actor                | Rol                     | Grad                                                 | Episod        |
| Werner Kreindl     | Karl Göttmann †     | Kriminalhauptkommissar                                | 1-123        | Bianca Hein          | Katharina Hahn          | Kriminalkommissarin ulterior Kriminaloberkommissarin |               |
| Wilfried Klaus     | Horst Schickl       | Kriminaloberkommissar ulterior Kriminalhauptkommissar | 1-390        | Gerd Silberbauer     | Arthur Bauer            | Kriminalhauptkommissar                               | 391           |
| Bernd Herzsprung   | Fred Less           | Kriminalmeister ulterior Kriminalobermeister          | 1-113 + 390  | Joscha Kiefer        | Dominik Morgenstern     | Kriminalkommissar                                    |               |
| Diether Krebs      | Diether Herle       | Kriminalobermeister ulterior Kriminalhauptmeister     | 1-58         | Christofer von Beau  | Franz Ainfachnur        | Kriminalkommissar ulterior Kriminaloberkommissar     | 275- c        |
| Hans Dieter Traier | Heinz Flock         | Kriminalhauptmeister                                  |              | Olivia Pascal        | Lizzi Berger †          | Kriminalkommissarin                                  | 75-155 + 390  |
| Ingrid Fröhlich    | Renate Burger       | Kriminalmeisterin                                     | 1-19         | Hartmut Schreier     | Manfred „Manne“ Brand † | Kriminalkommissar                                    | 114-428       |
| Tilo Prückner      | Neubert             | Kriminalhauptmeister                                  | 10-19        | Michel Guillaume     | Theo Renner             | Kriminalmeister ulterior Kriminaloberkommissar       |               |
| Hartmut Becker     | Rechlin             | Kriminaloberkommissar                                 | 9-19         | Cay Helmich          | Maja Cramer †           | Kriminalmeisterin                                    | 163-234       |
| Giovanni Früh      | „Django“ Nussbaumer | Kriminalhauptmeister                                  | 20-33        | Christine Döring     | Susanne von Hagenberg   | Kriminaloberkommissarin                              | 235-352 + 390 |
| Ingeborg Schöner   | Anna Herbst         | Kriminalobermeisterin                                 | 20-42        | Benita Rinne         | Katrin Rieger           | Kriminalmeisterin                                    | 42-47         |
| Verena Mayr        | Mascha Brandner     | Kriminalmeisterin                                     |              | Peter Seum           | „Wolle“ Blaschke †      | Kriminalmeister                                      | 34-41         |
| Sabine Kaack       | Bärbel Mattner      | Kriminalmeisterin                                     | 48-68        | Jutta Schmuttermaier | Ricarda Larenzi         | Kriminalkommissarin                                  | 153-162       |
| Heinz Baumann      | Jürgen Sudmann      | Kriminalhauptkommissar                                | 61-129 + 390 |                      |                         |                                                      |               |

### Alți actori
- Jan Henrik Stahlberg (ca Kriminalrat Jan Otto Lorenz; înlocuitor Frau Dr. Kreiner, 2010)
- Florian Odendahl (ca Gerichtsmediziner Dr. Weissenböck seit 2008)
- Kathrin von Steinburg, (2008-2009)
- Ilona Grübel (ca Kriminalrätin Dr. Evelyn Kreiner din 2006)
- Monika Baumgartner (ca Kriminalhauptkommissarin Johanna Schreiner 2007)
- Franz Rudnick (ca Kriminaldirektor Dr. Dietl 1997–2005)
- Adrian Can (ca Gerichtsmediziner Dr. Yasar 2005-2009)
- Judith Richter (2000)
- Maximilian Krückl (ca Gerichtsmediziner Dr. Fröhlich 2000–2003)
- Hans Schulze (ca Kriminaldirektor Stanelle 1978–1996)
- Joachim Wichmann (ca Oberamtmann Kraske 1988–1989)
- Rolf Schimpf (ca Verwaltungsamtmann „Waldi“ Zellmann 1978–1984)
- Stephanie Philipp (1992)
- Annika Murjahn (2002)
- Alissa Jung (2003)
- Pegah Ferydoni (2004)